# Puy Saint-Ambroise
Le puy Saint-Ambroise est un sommet de 437 mètres d'altitude situé dans le département de l'Allier. Il est situé à l’extrême nord des monts de la Madeleine dont il fait partie. Il est classé site paysager depuis 1995.

## Localisation

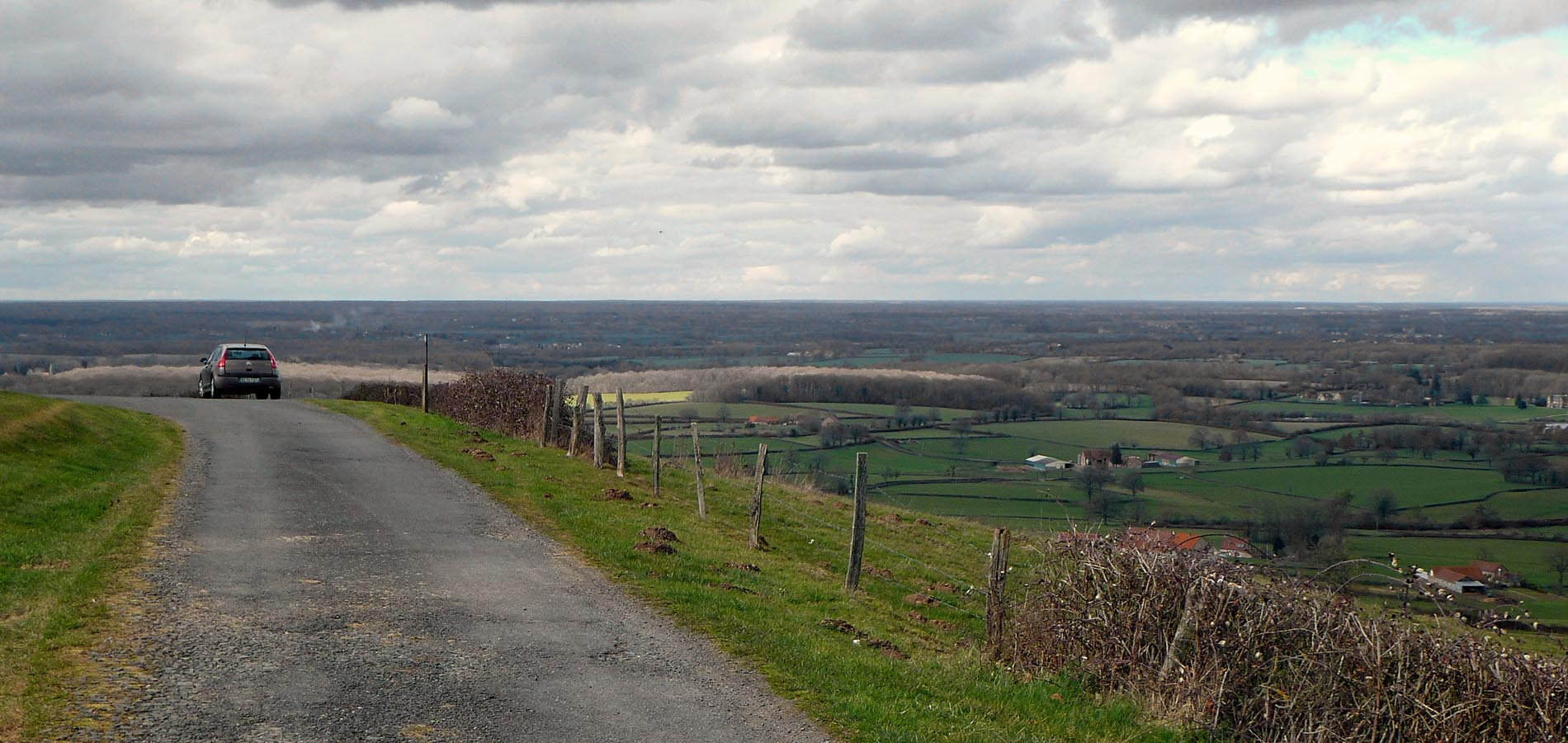
Vue panoramique depuis le puy Saint-Ambroise.

Le puy Saint-Ambroise est situé sur la commune de Saint-Léon, à environ un kilomètre à l'est du bourg. On peut y accéder en voiture à partir de la D21 (route de Liernolles), par deux petites routes partant sur la gauche.

## Histoire
Un petit prieuré bénédictin, dépendant de l'abbaye de Mozac, a été établi au sommet au XIe siècle et a existé jusqu'à la Révolution française. Vendu comme Bien national, il est devenu une ferme ; c'est encore aujourd'hui une propriété privée.

## Tourisme
Du puy Saint-Ambroise, on jouit d'un vaste panorama allant du Morvan au nord à la chaîne des Puys au sud-ouest ; il s'étend sur sept départements (Allier, Nièvre, Saône-et-Loire, Loire, Rhône, Puy-de-Dôme et Cher). Une table d'orientation est présente.
Le GR 3 passe à proximité immédiate du sommet.
Le site, inscrit en 1998, comporte une aire naturelle de camping ainsi qu’une aire de jeu.